# Киричек, Руслан Валентинович
Киричек Руслан Валентинович (род. 3 мая 1982, Тарту, ЭССР) — ректор Санкт-Петербургского государственного университета телекоммуникаций им. проф. М. А. Бонч-Бруевича (СПбГУТ), доктор технических наук, доцент.

## Биография
Родился 3 мая 1982 года в городе Тарту Эстонской ССР в семье военнослужащего и врача. Окончил Санкт-Петербургское суворовское военное училище, Пушкинское высшее военное училище радиоэлектроники ПВО им. маршала авиации Е. Я. Савицкого — филиал Военно-космической академии им. А. Ф. Можайского (2004), Санкт-Петербургский государственный университет телекоммуникаций (2007) и его аспирантуру.
Окончил военную службу в командном пункте 6-й Армии ВВС и ПВО в центре автоматизированных систем управления в звании капитана.
Работал инженером-программистом на кафедре сетей связи СПбГУТ, инженером-проектировщиком в АО «Гипросвязь-СПб», участвовал в разработке проектов «Электронная Чечня» и «Усть-Луга — город будущего». В 2008—2013 году работал в петербургском филиале ФГУП НТЦ «Атлас» (позднее ФГУП «ЦентрИнформ») в центре по защите объектов от специальных воздействий.
В 2012 году защитил диссертацию на соискание ученой степени кандидата технических наук по теме «Исследование влияния сверхкоротких электромагнитных импульсов на процессе передачи данных в сетях Ethernet». В 2018 году защитил диссертацию на соискание ученой степени доктора технических наук по теме «Разработка и исследование комплекса моделей и методов для летающих сенсорных сетей».
С 1 января 2023 года приступил к обязанностям ректора Санкт-Петербургского государственного университета телекоммуникаций им. проф. М. А. Бонч-Бруевича. Значимость не определена

## Научная деятельность
Автор более 450 научных публикаций в российских и зарубежных изданиях.
Возглавляет группу по разработке стандартов по интернету вещей, его приложениям и системам идентификации 11 исследовательской комиссии «Требования к сигнализации, протоколы, спецификации тестирования и борьба с контрафактными продуктами» сектора стандартизации Международного союза электросвязи (Q12/11).
Сертифицированный эксперт по международной стандартизации Росстандарта.
С его участием совместно с ПАО «Ростелеком» разработаны международные рекомендации МСЭ-Т и международный стандарт ИСО/МЭК.
Под руководством Р. В. Киричка выполнено более 20 проектов НИР и НИОКР на сумму более 200 млн рублей, которые финансировались в рамках работы специальных служб и ведомств, РФФИ, РНФ, грантового фонда Президента РФ, а также индустриальных заказчиков, включая ПАО «Ростелеком» и подразделения Минтранса РФ.

## Награды
Награжден медалью М. В. Ломоносова «За заслуги в научной деятельности».
Отмечен благодарностями Комитета по науке и высшей школе, Комитета по информатизации и связи Санкт-Петербурга, сектора стандартизации Международного союза электросвязи.
Получил благодарность Министерства цифрового развития, связи и массовых коммуникаций РФ «За заслуги в развитии связи, информационных технологий и массовых коммуникаций» (2021).